# Тета Гидры
Тета Гидры (лат. θ Hydrae), 22 Гидры (лат. 22 Hydrae), HD 79469 — кратная звезда в созвездии Гидры на расстоянии приблизительно 120 световых лет (около 36,9 парсек) от Солнца. Возраст звезды определён как около 90 млн лет.

## Характеристики
Первый компонент (WDS J09144+0219Aa) — бело-голубая звезда спектрального класса B9V, или B9,5V, или A0IV, или A0. Видимая звёздная величина звезды — +3,9m. Масса — около 2,5 солнечной, радиус — около 1,997 солнечного, светимость — около 37,022 солнечной. Эффективная температура — около 10241 K.
Второй компонент (WDS J09144+0219Ab) — белый карлик спектрального класса DA1,6.
Третий компонент — красный карлик спектрального класса M. Масса — около 181,38 юпитерианской (0,1731 солнечной). Удалён в среднем на 2,03 а.е..
Четвёртый компонент (2MASS J09142077+0218389) — жёлто-белая звезда спектрального класса G-F. Видимая звёздная величина звезды — +9,9m. Радиус — около 1,49 солнечного, светимость — около 2,36 солнечной. Эффективная температура — около 5961 K. Удалён на 20,9 угловой секунды.
Пятый компонент (GSC 00227-00221) — оранжевый гигант спектрального класса K. Видимая звёздная величина звезды — +12,61m. Радиус — около 6,25 солнечного, светимость — около 18,668 солнечной. Эффективная температура — около 4621 K. Удалён на 101 угловую секунду.
Шестой компонент (GSC 00227-00148) — оранжевый гигант спектрального класса K. Видимая звёздная величина звезды — +11,6m. Радиус — около 11,03 солнечного, светимость — около 66,487 солнечной. Эффективная температура — около 4820 K. Удалён на 82,4 угловой секунды.